# Giro de Italia 2006
La 89.ª edición del Giro de Italia se disputó del 6 al 28 de mayo de 2006, con un recorrido de 21 etapas y 3508,2 km, que el vencedor cubrió a una velocidad media de 38,262 km/h. La carrera comenzó en la localidad belga de Seraing y terminó en Milán.
La carrera comenzó en la Región valona en Bélgica en homenaje a la migración que se produjo al término de la Segunda Guerra Mundial, en la cual más de 300.000 ciudadanos italianos fueron en busca de trabajo a las minas de carbón de la zona. Asimismo, este Giro sirvió para conmemorar la muerte de 136 italianos en el desastre minero de Bois du Cazier en 1956.
El italiano Ivan Basso, ganador de tres etapas y maglia rosa desde la 8.ª hasta la última etapa, fue el completo dominador de la carrera, resultando vencedor de la clasificación general con más de nueve minutos de ventaja sobre el segundo clasificado, el español José Enrique Gutiérrez. Gilberto Simoni, vencedor de las ediciones de 2001 y 2003, les acompañó en el podio. 
De las etapas disputadas, dos fueron ganadas por ciclistas españoles, la 12.ª por Joan Horrach y la 19.ª por Juan Manuel Gárate, quien también resultó vencedor de la clasificación de la montaña y terminó 7.º en la clasificación general. Paolo Bettini, ganador de una etapa, se impuso en la clasificación por puntos.
La contrarreloj de la 11.ª etapa la ganó el alemán Jan Ullrich, pero el TAS le suspendió por 2 años por su implicación en la Operación Puerto. Por lo tanto, el triunfo se lo llevó el italiano Ivan Basso, que finalizó 2.º en la etapa.

## Equipos participantes
| ProTeams (20)- AG2R Prévoyance - Bouygues Télécom - Caisse d'Épargne-Illes Balears - Cofidis-Le Crédit par Téléphone - Crédit agricole - Davitamon-Lotto - Discovery Channel - Euskaltel-Euskadi - La Française des jeux - Lampre-Fondital - Liberty Seguros-Würth - Liquigas - Phonak Hearing Systems - Quick Step-Innergetic - Rabobank - Saunier Duval-Prodir - CSC - Gerolsteiner - Team Milram - T-Mobile Equipos continentales profesionales (2)- Ceramica Panaria-Navigare - Selle Italia-Serramenti Diquigiovanni |
| |

## Etapas
| Etapa      | Fecha     | Recorrido                                    | type                    | Distancia (km) | Ganador                | Líder             |
| ---------- | --------- | -------------------------------------------- | ----------------------- | -------------- | ---------------------- | ----------------- |
| 1.ª etapa  | 6 de may  | Seraing – Seraing                            | contrarreloj individual | 6,2            | Paolo Savoldelli       | Paolo Savoldelli  |
| 2.ª etapa  | 7 de may  | Mons – Charleroi                             | etapa llana             | 203            | Robbie McEwen          | Paolo Savoldelli  |
| 3.ª etapa  | 8 de may  | Perwez – Namur                               | etapa escarpada         | 202            | Stefan Schumacher      | Stefan Schumacher |
| 4.ª etapa  | 9 de may  | Wanze – Hotton                               | etapa llana             | 182            | Robbie McEwen          | Stefan Schumacher |
|            | 10 de may | Día de descanso                              | Día de descanso         |                |                        |                   |
| 5.ª etapa  | 11 de may | Piacenza – Cremona                           | contrarreloj individual | 38             | CSC                    | Serhi Honchar     |
| 6.ª etapa  | 12 de may | Busseto – Forlì                              | etapa llana             | 223            | Robbie McEwen          | Olaf Pollack      |
| 7.ª etapa  | 13 de may | Cesena – Saltara                             | etapa de media montaña  | 236            | Rik Verbrugghe         | Serhi Honchar     |
| 8.ª etapa  | 14 de may | Civitanova Marche – Passolanciano-Maielletta | etapa de media montaña  | 171            | Ivan Basso             | Ivan Basso        |
| 9.ª etapa  | 15 de may | Francavilla al Mare – Termoli                | etapa llana             | 127            | Tomas Vaitkus          | Ivan Basso        |
| 10.ª etapa | 16 de may | Termoli – Peschici                           | etapa escarpada         | 190            | Franco Pellizotti      | Ivan Basso        |
|            | 17 de may | Día de descanso                              | Día de descanso         |                |                        |                   |
| 11.ª etapa | 18 de may | Pontedera – Pontedera                        | contrarreloj individual | 50             | Jan Ullrich Ivan Basso | Ivan Basso        |
| 12.ª etapa | 19 de may | Livorno – Sestri Levante                     | etapa escarpada         | 165            | Joan Horrach           | Ivan Basso        |
| 13.ª etapa | 20 de may | Alessandria – La Thuile                      | etapa de media montaña  | 216            | Leonardo Piepoli       | Ivan Basso        |
| 14.ª etapa | 21 de may | Aosta – Domodossola                          | etapa de montaña        | 224            | Luis Felipe Laverde    | Ivan Basso        |
| 15.ª etapa | 22 de may | Mergozzo – Brescia                           | etapa llana             | 182            | Paolo Bettini          | Ivan Basso        |
| 16.ª etapa | 23 de may | Rovato – Monte Bondone                       | etapa de media montaña  | 173            | Ivan Basso             | Ivan Basso        |
| 17.ª etapa | 24 de may | Termeno sulla Strada del Vino – Furkelpass   | etapa de montaña        | 121            | Leonardo Piepoli       | Ivan Basso        |
| 18.ª etapa | 25 de may | Sillian – Gemona del Friuli                  | etapa escarpada         | 227            | Stefan Schumacher      | Ivan Basso        |
| 19.ª etapa | 26 de may | Pordenone – San Pellegrino Pass              | etapa de montaña        | 220            | Juanma Gárate          | Ivan Basso        |
| 20.ª etapa | 27 de may | Trento – Aprica                              | etapa de montaña        | 212            | Ivan Basso             | Ivan Basso        |
| 21.ª etapa | 28 de may | Madonna del Ghisallo – Milán                 | etapa llana             | 140            | Robert Förster         | Ivan Basso        |

- La 11.ª etapa fue ganada por el alemán Jan Ullrich, pero, tras su implicación en la Operación Puerto, se le desposeyó de esta victoria.
- La 17.ª etapa fue retocada, modificando los kilómetros iniciales, y adelantando la llegada 6 km., con lo que no se llegó a la parte alta y dura del "Plan de Corones".

## Clasificaciones

### Clasificación general(Maglia Rosa)
| \| Clasificación general \| Clasificación general \| Clasificación general \| Clasificación general \| Clasificación general \| \| Ciclista \| Ciclista \| Equipo \| Tiempo \| \| \| --------------------- \| ---------------------- \| ------------------------------- \| --------------------- \| --------------------- \| \| 1.º \| Ivan Basso \| CSC \| 91 h 33 min 36 s \| \| \| 2.º \| José Enrique Gutiérrez \| Phonak Hearing Systems \| + 9 min 18 s \| \| \| 3.º \| Gilberto Simoni \| Saunier Duval-Prodir \| + 11 min 59 s \| \| \| 4.º \| Damiano Cunego \| Lampre-Fondital \| + 18 min 16 s \| \| \| 5.º \| Paolo Savoldelli \| Discovery Channel \| + 19 min 22 s \| \| \| 6.º \| Sandy Casar \| La Française des jeux \| + 23 min 53 s \| \| \| 7.º \| Juanma Gárate \| Quick Step-Innergetic \| + 24 min 26 s \| \| \| 8.º \| Franco Pellizotti \| Liquigas \| + 25 min 57 s \| \| \| 9.º \| Víctor Hugo Peña \| Phonak Hearing Systems \| + 26 min 27 s \| \| \| 10.º \| Patxi Vila \| Lampre-Fondital \| + 27 min 34 s \| \| \| 11.º \| Leonardo Piepoli \| Saunier Duval-Prodir \| + 28 min 00 s \| \| \| 12.º \| Giampaolo Caruso \| Liberty Seguros-Würth \| + 28 min 17 s \| \| \| 13.º \| José Luis Rubiera \| Discovery Channel \| + 28 min 30 s \| \| \| 14.º \| Patrice Halgand \| Crédit Agricole \| + 35 min 15 s \| \| \| 15.º \| Paolo Tiralongo \| Lampre-Fondital \| + 40 min 16 s \| \| \| 16.º \| Iván Parra \| Cofidis-Le Crédit par Téléphone \| + 46 min 56 s \| \| \| 17.º \| Wim Van Huffel \| Davitamon-Lotto \| + 48 min 25 s \| \| \| 18.º \| Unai Osa \| Liberty Seguros-Würth \| + 48 min 52 s \| \| \| 19.º \| Sylwester Szmyd \| Lampre-Fondital \| + 49 min 47 s \| \| \| 20.º \| Luca Mazzanti \| Ceramica Panaria-Navigare \| + 50 min 03 s \| \| \| 21.º \| Sergio Ghisalberti \| Team Milram \| + 53 min 31 s \| \| \| 22.º \| Manolo Beltrán \| Discovery Channel \| + 54 min 23 s \| \| \| 23.º \| Danilo Di Luca \| Liquigas \| + 58 min 50 s \| \| \| 24.º \| Iván Gutiérrez \| Caisse d'Épargne-Illes Balears \| + 1 h 00 min 11 s \| \| \| 25.º \| Marzio Bruseghin \| Lampre-Fondital \| + 1 h 00 min 51 s \| \| |                        |                                 |                   |
| |                        |                                 |                   |
| Fuente: ProCyclingStats |                        |                                 |                   |
| Clasificación general |                        |                                 |                   |
| Ciclista | Ciclista               | Equipo                          | Tiempo            |
| 1.º | Ivan Basso             | CSC                             | 91 h 33 min 36 s  |
| 2.º | José Enrique Gutiérrez | Phonak Hearing Systems          | + 9 min 18 s      |
| 3.º | Gilberto Simoni        | Saunier Duval-Prodir            | + 11 min 59 s     |
| 4.º | Damiano Cunego         | Lampre-Fondital                 | + 18 min 16 s     |
| 5.º | Paolo Savoldelli       | Discovery Channel               | + 19 min 22 s     |
| 6.º | Sandy Casar            | La Française des jeux           | + 23 min 53 s     |
| 7.º | Juanma Gárate          | Quick Step-Innergetic           | + 24 min 26 s     |
| 8.º | Franco Pellizotti      | Liquigas                        | + 25 min 57 s     |
| 9.º | Víctor Hugo Peña       | Phonak Hearing Systems          | + 26 min 27 s     |
| 10.º | Patxi Vila             | Lampre-Fondital                 | + 27 min 34 s     |
| 11.º | Leonardo Piepoli       | Saunier Duval-Prodir            | + 28 min 00 s     |
| 12.º | Giampaolo Caruso       | Liberty Seguros-Würth           | + 28 min 17 s     |
| 13.º | José Luis Rubiera      | Discovery Channel               | + 28 min 30 s     |
| 14.º | Patrice Halgand        | Crédit Agricole                 | + 35 min 15 s     |
| 15.º | Paolo Tiralongo        | Lampre-Fondital                 | + 40 min 16 s     |
| 16.º | Iván Parra             | Cofidis-Le Crédit par Téléphone | + 46 min 56 s     |
| 17.º | Wim Van Huffel         | Davitamon-Lotto                 | + 48 min 25 s     |
| 18.º | Unai Osa               | Liberty Seguros-Würth           | + 48 min 52 s     |
| 19.º | Sylwester Szmyd        | Lampre-Fondital                 | + 49 min 47 s     |
| 20.º | Luca Mazzanti          | Ceramica Panaria-Navigare       | + 50 min 03 s     |
| 21.º | Sergio Ghisalberti     | Team Milram                     | + 53 min 31 s     |
| 22.º | Manolo Beltrán         | Discovery Channel               | + 54 min 23 s     |
| 23.º | Danilo Di Luca         | Liquigas                        | + 58 min 50 s     |
| 24.º | Iván Gutiérrez         | Caisse d'Épargne-Illes Balears  | + 1 h 00 min 11 s |
| 25.º | Marzio Bruseghin       | Lampre-Fondital                 | + 1 h 00 min 51 s |

### Clasificación por puntos(Maglia Ciclamino)
| Clasificación por puntos | Clasificación por puntos | Clasificación por puntos  | Clasificación por puntos | Clasificación por puntos |
| Ciclista                 | Ciclista                 | Equipo                    | Puntos                   |                          |
| ------------------------ | ------------------------ | ------------------------- | ------------------------ | ------------------------ |
| 1.º                      | Paolo Bettini            | Quick Step-Innergetic     | 169 pts                  |                          |
| 2.º                      | Ivan Basso               | CSC                       | 158 pts                  |                          |
| 3.º                      | José Enrique Gutiérrez   | Phonak Hearing Systems    | 132 pts                  |                          |
| 4.º                      | Olaf Pollack             | T-Mobile                  | 104 pts                  |                          |
| 5.º                      | Paolo Savoldelli         | Discovery Channel         | 95 pts                   |                          |
| 6.º                      | Stefan Schumacher        | Gerolsteiner              | 89 pts                   |                          |
| 7.º                      | Gilberto Simoni          | Saunier Duval-Prodir      | 88 pts                   |                          |
| 8.º                      | Leonardo Piepoli         | Saunier Duval-Prodir      | 86 pts                   |                          |
| 9.º                      | Maximiliano Richeze      | Ceramica Panaria-Navigare | 68 pts                   |                          |
| 10.º                     | Franco Pellizotti        | Liquigas                  | 67 pts                   |                          |

### Clasificación de la montaña(Maglia Verde)
| Clasificación de la montaña | Clasificación de la montaña | Clasificación de la montaña           | Clasificación de la montaña | Clasificación de la montaña |
| Ciclista                    | Ciclista                    | Equipo                                | Puntos                      |                             |
| --------------------------- | --------------------------- | ------------------------------------- | --------------------------- | --------------------------- |
| 1.º                         | Juanma Gárate               | Quick Step-Innergetic                 | 64 pts                      |                             |
| 2.º                         | Ivan Basso                  | CSC                                   | 56 pts                      |                             |
| 3.º                         | Fortunato Baliani           | Ceramica Panaria-Navigare             | 52 pts                      |                             |
| 4.º                         | Leonardo Piepoli            | Saunier Duval-Prodir                  | 32 pts                      |                             |
| 5.º                         | José Enrique Gutiérrez      | Phonak Hearing Systems                | 27 pts                      |                             |
| 6.º                         | Sandy Casar                 | La Française des jeux                 | 23 pts                      |                             |
| 7.º                         | Patxi Vila                  | Lampre-Fondital                       | 22 pts                      |                             |
| 8.º                         | Gilberto Simoni             | Saunier Duval-Prodir                  | 20 pts                      |                             |
| 9.º                         | Marzio Bruseghin            | Lampre-Fondital                       | 16 pts                      |                             |
| 10.º                        | José Serpa                  | Selle Italia-Serramenti Diquigiovanni | 15 pts                      |                             |

### Clasificación del Intergiro
| Clasificación de la combinada | Clasificación de la combinada | Clasificación de la combinada | Clasificación de la combinada | Clasificación de la combinada |
| Ciclista                      | Ciclista                      | Equipo                        | Puntos                        |                               |
| ----------------------------- | ----------------------------- | ----------------------------- | ----------------------------- | ----------------------------- |
| 1.º                           | Paolo Savoldelli              | Discovery Channel             | 775 pts                       |                               |
| 2.º                           | José Enrique Gutiérrez        | Phonak Hearing Systems        | 651 pts                       |                               |
| 3.º                           | Ivan Basso                    | CSC                           | 595 pts                       |                               |
| 4.º                           | Sandy Casar                   | La Française des jeux         | 454 pts                       |                               |
| 5.º                           | Paolo Bettini                 | Quick Step-Innergetic         | 342 pts                       |                               |
| 6.º                           | Mickaël Delage                | La Française des jeux         | 307 pts                       |                               |
| 7.º                           | Damiano Cunego                | Lampre-Fondital               | 301 pts                       |                               |
| 8.º                           | Stefan Schumacher             | Gerolsteiner                  | 294 pts                       |                               |
| 9.º                           | Danilo Di Luca                | Liquigas                      | 242 pts                       |                               |
| 10.º                          | Olaf Pollack                  | T-Mobile                      | 241 pts                       |                               |

### Clasificación por equipos - Fast team
| Clasificación por equipos | Clasificación por equipos      | Clasificación por equipos | Clasificación por equipos |
| Equipo                    | Equipo                         | Tiempo                    |                           |
| ------------------------- | ------------------------------ | ------------------------- | ------------------------- |
| 1.º                       | Phonak Hearing Systems         | 274 h 21 min 31 s         |                           |
| 2.º                       | Lampre-Fondital                | + 7 min 36 s              |                           |
| 3.º                       | Discovery Channel              | + 16 min 05 s             |                           |
| 4.º                       | Saunier Duval-Prodir           | + 29 min 37 s             |                           |
| 5.º                       | Ceramica Panaria-Navigare      | + 53 min 06 s             |                           |
| 6.º                       | Liquigas                       | + 56 min 12 s             |                           |
| 7.º                       | Crédit Agricole                | + 1 h 22 min 59 s         |                           |
| 8.º                       | CSC                            | + 1 h 31 min 15 s         |                           |
| 9.º                       | Liberty Seguros-Würth          | + 1 h 47 min 58 s         |                           |
| 10.º                      | Caisse d'Épargne-Illes Balears | + 1 h 53 min 19 s         |                           |

## Evolución de las clasificaciones
| Etapa                   |                         | Ganador _              | Clasificación general | Puntos            | Montaña           | Combinada        | Equipo _               |
| ----------------------- | ----------------------- | ---------------------- | --------------------- | ----------------- | ----------------- | ---------------- | ---------------------- |
| 1.ª etapa               | contrarreloj individual | Paolo Savoldelli       | Paolo Savoldelli      | Paolo Savoldelli  | Paolo Savoldelli  | Paolo Savoldelli | Discovery Channel      |
| 2.ª etapa               | etapa llana             | Robbie McEwen          | Paolo Savoldelli      | Paolo Savoldelli  | Paolo Savoldelli  | Paolo Savoldelli | Discovery Channel      |
| 3.ª etapa               | etapa escarpada         | Stefan Schumacher      | Stefan Schumacher     | Stefan Schumacher | Moisés Aldape     | Paolo Savoldelli | Discovery Channel      |
| 4.ª etapa               | etapa llana             | Robbie McEwen          | Stefan Schumacher     | Robbie McEwen     | Sandy Casar       | Paolo Savoldelli | Discovery Channel      |
| 5.ª etapa               | contrarreloj individual | CSC                    | Serhi Honchar         | Robbie McEwen     | Sandy Casar       | Paolo Savoldelli | T-Mobile               |
| 6.ª etapa               | etapa llana             | Robbie McEwen          | Olaf Pollack          | Robbie McEwen     | Sandy Casar       | Paolo Savoldelli | T-Mobile               |
| 7.ª etapa               | etapa de media montaña  | Rik Verbrugghe         | Serhi Honchar         | Robbie McEwen     | Staf Scheirlinckx | Paolo Savoldelli | Discovery Channel      |
| 8.ª etapa               | etapa de media montaña  | Ivan Basso             | Ivan Basso            | Robbie McEwen     | Ivan Basso        | Paolo Savoldelli | Discovery Channel      |
| 9.ª etapa               | etapa llana             | Tomas Vaitkus          | Ivan Basso            | Robbie McEwen     | Ivan Basso        | Paolo Savoldelli | Discovery Channel      |
| 10.ª etapa              | etapa escarpada         | Franco Pellizotti      | Ivan Basso            | Robbie McEwen     | Ivan Basso        | Paolo Savoldelli | Liquigas               |
| 11.ª etapa              | contrarreloj individual | Jan Ullrich Ivan Basso | Ivan Basso            | Robbie McEwen     | Ivan Basso        | Paolo Savoldelli | Discovery Channel      |
| 12.ª etapa              | etapa escarpada         | Joan Horrach           | Ivan Basso            | Robbie McEwen     | Ivan Basso        | Paolo Savoldelli | Discovery Channel      |
| 13.ª etapa              | etapa de media montaña  | Leonardo Piepoli       | Ivan Basso            | Paolo Bettini     | Ivan Basso        | Paolo Savoldelli | Discovery Channel      |
| 14.ª etapa              | etapa de montaña        | Luis Felipe Laverde    | Ivan Basso            | Paolo Bettini     | Fortunato Baliani | Paolo Savoldelli | Phonak Hearing Systems |
| 15.ª etapa              | etapa llana             | Paolo Bettini          | Ivan Basso            | Paolo Bettini     | Fortunato Baliani | Paolo Savoldelli | Phonak Hearing Systems |
| 16.ª etapa              | etapa de media montaña  | Ivan Basso             | Ivan Basso            | Paolo Bettini     | Ivan Basso        | Paolo Savoldelli | Phonak Hearing Systems |
| 17.ª etapa              | etapa de montaña        | Leonardo Piepoli       | Ivan Basso            | Ivan Basso        | Ivan Basso        | Paolo Savoldelli | Phonak Hearing Systems |
| 18.ª etapa              | etapa escarpada         | Stefan Schumacher      | Ivan Basso            | Paolo Bettini     | Ivan Basso        | Paolo Savoldelli | Phonak Hearing Systems |
| 19.ª etapa              | etapa de montaña        | Juanma Gárate          | Ivan Basso            | Paolo Bettini     | Fortunato Baliani | Paolo Savoldelli | Phonak Hearing Systems |
| 20.ª etapa              | etapa de montaña        | Ivan Basso             | Ivan Basso            | Ivan Basso        | Juanma Gárate     | Paolo Savoldelli | Phonak Hearing Systems |
| 21.ª etapa              | etapa llana             | Robert Förster         | Ivan Basso            | Paolo Bettini     | Juanma Gárate     | Paolo Savoldelli | Phonak Hearing Systems |
| Clasificaciones finales | Clasificaciones finales |                        | Ivan Basso            | Paolo Bettini     | Juanma Gárate     | Paolo Savoldelli | Phonak Hearing Systems |

## Operación Puerto
En este Giro ocurrieron varios hechos en relación con el escándalo de dopaje denominado Operación Puerto. Para su comprensión resultarían claves las informaciones y pruebas expuestas por la Guardia Civil en su informe sobre el caso (incluyendo conversaciones telefónicas reveladoras que fueron grabadas en el transcurso de dicha carrera). Las primeras noticias sobre la Operación Puerto contra el dopaje se conocieron el día 23 de mayo de 2006 (día de las detenciones), es decir, en la última semana de competición del Giro de Italia, y que la carrera italiana sería identificada como "el festival de mayo" en la documentación incautada al médico Eufemiano Fuentes y sus colaboradores. Además, el correo de la red de dopaje, Alberto León, portaba en el momento de su detención un resguardo de billete de avión a Milán fechado el 22 de mayo, en pleno Giro.
En el documento 65 incautado durante los registros figuraba un listado de "colaboradores y participantes en el festival que tiene lugar el mes de mayo", en el que figuraban, además de Alberto León y Alessandro Kalc (colaboradores en labores de transporte) otros cinco ciclistas que curisoamente abandonaron por causas extrañas o tuvieron una destacada actuación en la ronda italiana.